# HD 111588
HD 111588，又名CP-52 5947，SAO 240314、HR 4872，是一颗恒星，视星等为5.73，位于銀經302.86，銀緯10.08，其B1900.0坐标为赤經12h 45m 14.5s，赤緯-52° 10.08′ 33″。